# Símbolos de las monedas imperiales romanas

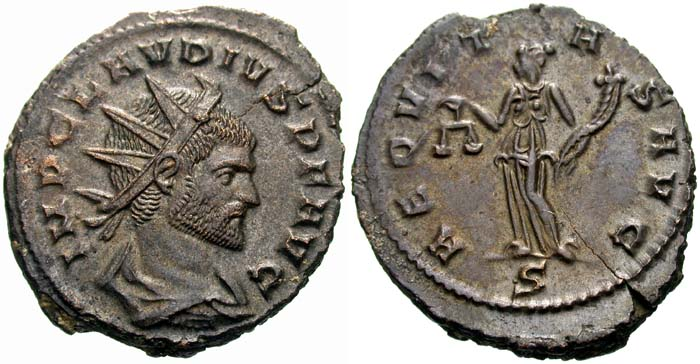
Aequitas en el reverso de este antoniniano grabado bajo Claudio II con la corona radiada. La diosa sostiene sus símbolos, la balanza y la cornucopia.

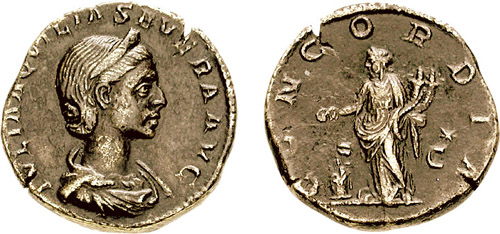
Concordia, de pie con una pátera y dos cornucopias, en el reverso de esta moneda de Aquilia Severa.

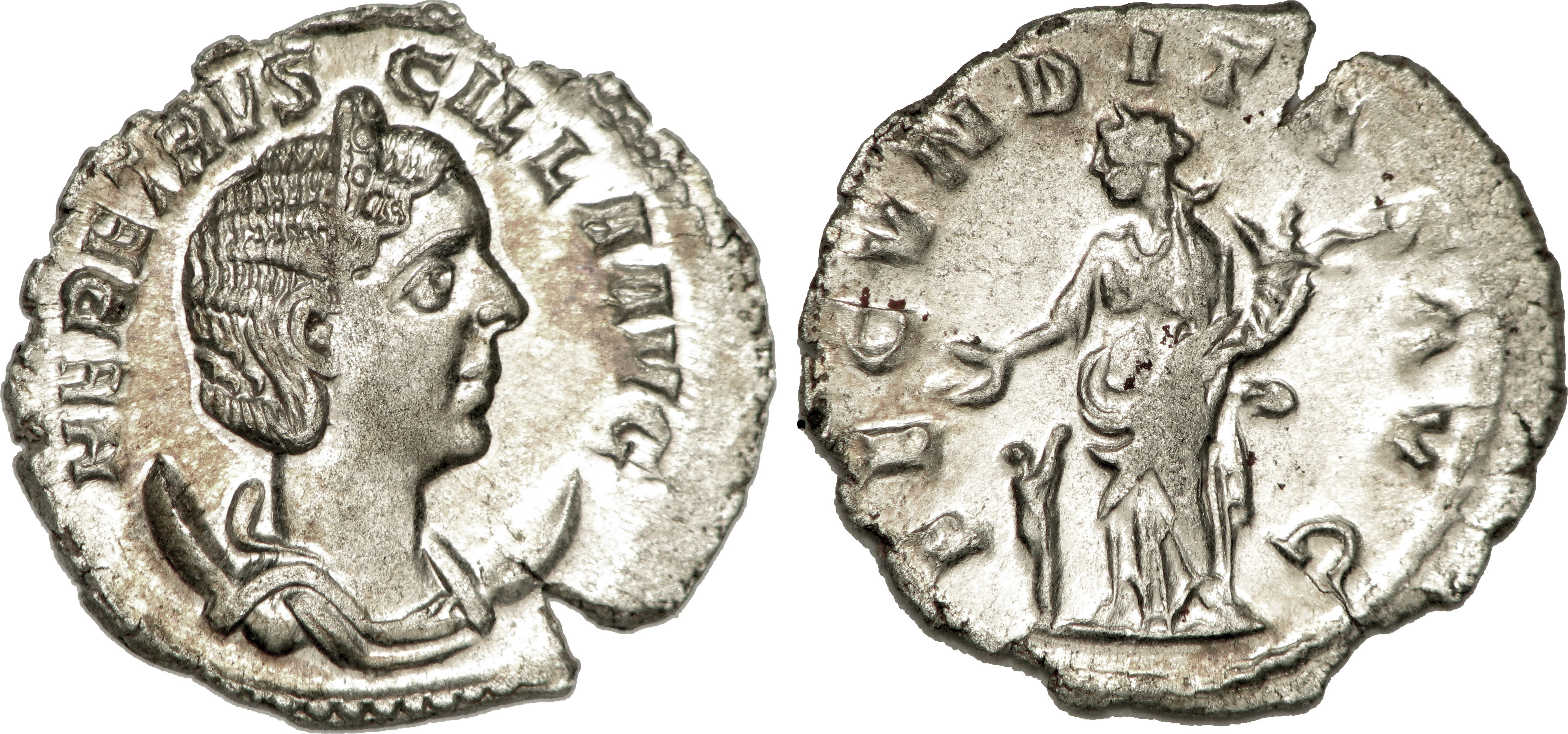
Antoniniano de Herenia Etruscila con la personificación de Fecunditas en el reverso.

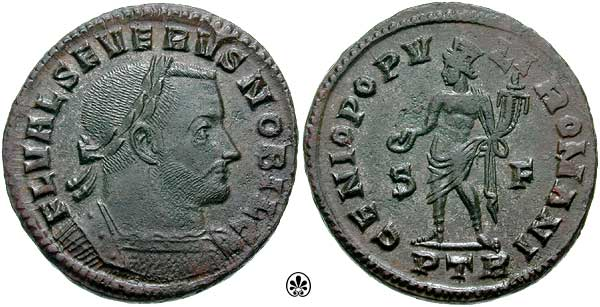
Genio del pueblo romano en una moneda de Flavio Valerio Severo.

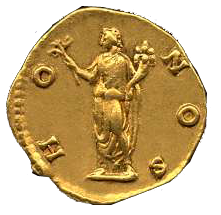
Áureo del emperador Marco Aurelio con la representación de Honos.

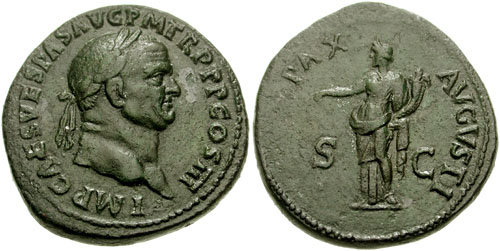
Sestercio de Vespasiano con el reverso la diosa Pax sosteniendo una rama y una cornucopia. S C en el exergo.

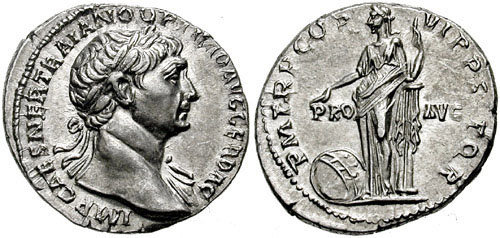
Denario de Trajano (acuñado entre 115 y 116) con la representación de Providentia.

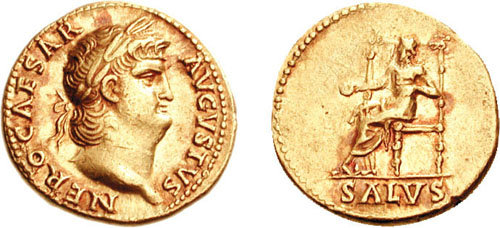
Áureo de Nerón con el reverso: Salus sentada y sosteniendo una pátera.

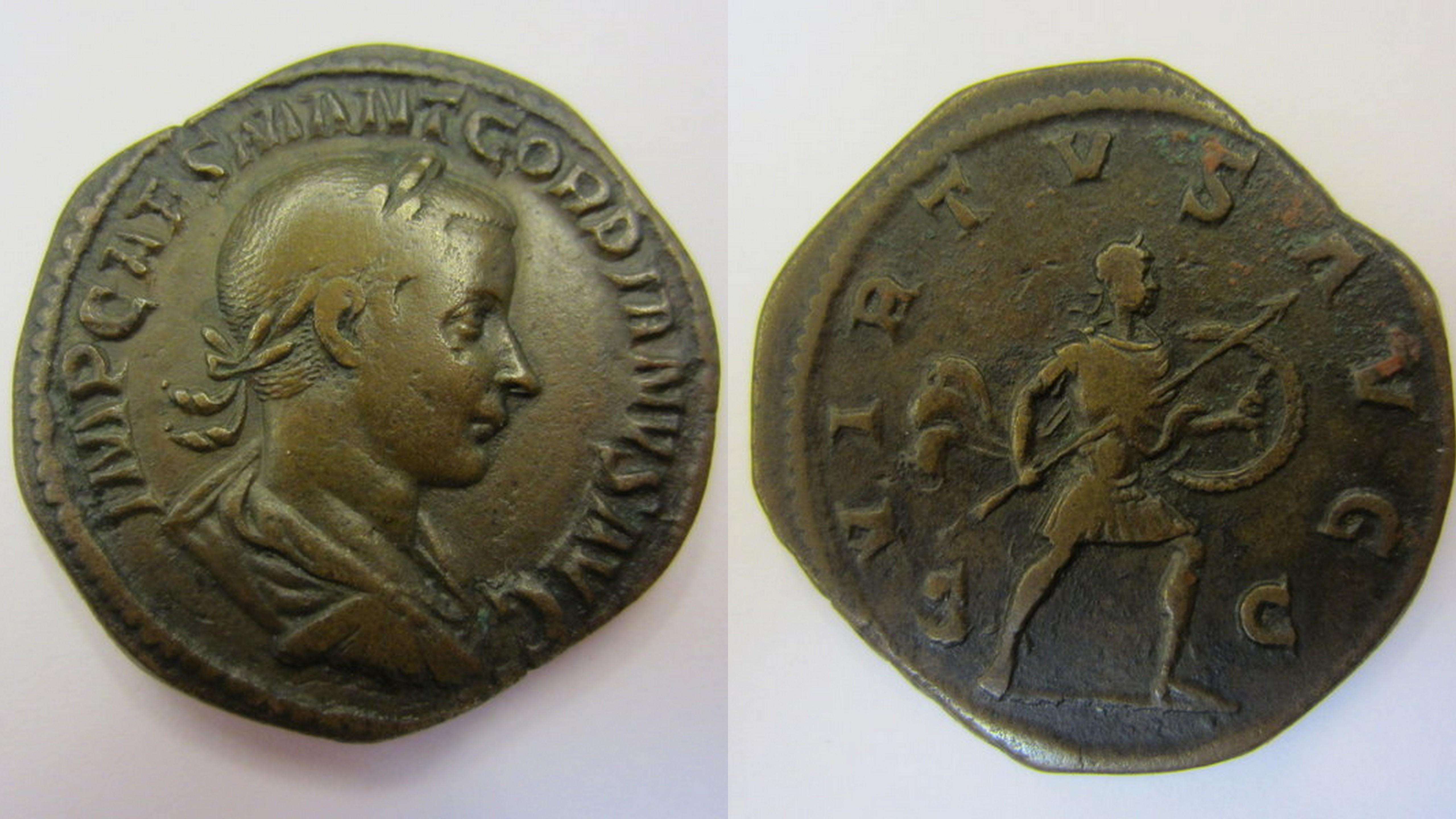
Moneda de Gordiano III. En el reverso: Virtus con lanza y escudo.

Los símbolos de las monedas imperiales romanas son los motivos que aparecen en las monedas acuñadas en la época del Imperio.
Desde finales del siglo I a. C., en el anverso de las monedas imperiales romanas, la mayoría de las veces, suele figurar el símbolo que representa a la autoridad, como el caso del emperador.
El reverso puede mostrar:
- Las actividades oficiales del soberano: revistas militares, discursos, liberalidades imperiales.
- Hazañas de armas: trofeos, cautivos encadenados, alegorías de pueblos conquistados.
- Distintas divinidades veneradas por la religión del Imperio: Juno, Júpiter, Vesta, Ceres, etc.
- Atributos asociados a los distintos emperadores, que a menudo eran considerados dioses vivientes: instrumentos de sacrificio, corona cívica.
- Personificaciones alegóricas de las creencias o las virtudes asociadas al soberano y su familia: Fertilidad, Abundancia, Buena Fortuna, etc.

Los materiales más comunes para acuñar monedas durante la época imperial fueran: 
- Bronce.
- Cobre.
- Plata.
- Oro.

En menor medida, el oricalco y las aleaciones de cobre, bronce y plata.

## Símbolos personificados
La siguiente es una lista de deidades que personifican conceptos en las monedas, principalmente en la ceca de la ciudad de Roma. En la parte occidental del imperio se utilizaba el latín para casi todas las inscripciones monetarias  desde el principado de Octavio hasta aproximadamente el siglo III (con algunas excepciones):
- Abundantia: abundancia. Figura femenina que sostiene o derrama generosamente un cuerno de la abundancia.
- Aequitas: equidad, conducta leal. Figura femenina que sostiene una balanza, un cuerno de la abundancia o un cetro.
- Aeternitas: eternidad, estabilidad. Figura femenina que porta un globo terráqueo, una antorcha, un ave fénix y un cetro, o que lleva las cabezas del sol y la luna.
- Annona: cosecha de grano. Figura femenina que sostiene espigas y una cornucopia, normalmente con un mascarón de proa y un modio a su lado.
- Bonus Eventus: similar a la Fortuna, presenta a un joven desnudo que sostiene una gavilla de espigas y una cornucopia en la mano izquierda y una pátera en la derecha, que vierte sobre un altar iluminado.
- Caritas: Dos manos en signo de saludo.
- Clementia: clemencia, piedad. Figura femenina que sostiene una rama y un cetro, y a menudo aparece apoyada en una columna.
- Concordia: armonía. Figura femenina que puede sostener una cornucopia, un cetro, dos estandartes o 2 manos entrelazadas.
- Constantia: constancia, perseverancia.
- Claritas: nobleza.
- Fecunditas: fertilidad. Generalmente se refiere a la emperatriz. Figura femenina con cetro, acompañada de niños a su lado o entre sus manos.
- Felicitas: prosperidad. Figura femenina con caduceo y/o cornucopia o cetro.
- Fides: confianza. Figura femenina joven con velo blanco que puede sostener una pátera, tortuga, cornucopia, rama de olivo, espigas de grano o una enseña militar.
- Fides Militvm o Fides exercitum: la lealtad de los soldados o del ejército. Figura femenina portando estandarte y cetro.
- Fortuna: Figura femenina que sostiene una cornucopia y un timón, a menudo colocado sobre una esfera. A veces lleva una rama de olivo o una pátera.
- Genius: el Genio. Figura masculina desnuda o con un manto, un modio en la cabeza y una cornucopia. La figura del Genio apareció por primera vez bajo Nerón y por última vez bajo Helena, esposa de Juliano.
- Hilaritas: alegría. Figura femenina que sostiene una palma y una cornucopia, un cetro o una pátera. A veces acompañada de niños.
- Honos: honor. Hombre semidesnudo con cornucopia, acompañado a veces con la deidad Virtus, con el pie sobre un casco. La representación del honor comienza con los bronces de Vitelio y termina con los de Antonino Pío.
- Indulgentia: indulgencia, clemencia, caridad. Figura femenina que porta una pátera y un cetro.
- Iustitia: justicia. Matrona sentada portando pátera y cetro. Aparece por primera vez bajo Livia, esposa de Augusto, y por última vez en una moneda póstuma de Constantino I, a la que se añade el título venerabilis.
- Iuventas/Iuventus: juventud. Las representaciones de esta moneda comienzan con las acuñaciones de Marco Aurelio, que representan a una joven semidesnuda lanzando una ofrenda de grano e incienso desde una pátera. Caracalla, por su parte, se representó a sí mismo con la leyenda juventa imperii. El título de Princeps juventutis (Príncipe de la Juventud) se reserva tradicionalmente a los hijos del emperador cuando son césares.
- Jucunditas: alegría, placer. Ha aparecido hasta hoy en un único ejemplar alejandrino de Severo Alejandro, es similar a la Hilaritas y la Laetitia.
- Laetitia: alegría, júbilo. Figura femenina que lleva una guirnalda y un cetro (existen variantes).
- Liberalitas: liberalidad, generosidad, distribución de dinero. Figura femenina que sostiene una tabla de contar o una tablilla cuadrada con mango y una cornucopia.
- Libertas: libertad. Figura femenina con lanza y píleo que sostiene en la mano derecha, en lugar de llevarlo en la cabeza.
- Nobilitas: nobleza. Figura femenina que sostiene un paladio y un cetro.
- Ops: opulencia. Figura femenina con espigas de grano y cetro.
- Patientia: paciencia, tolerancia. Figura femenina que sostiene un cetro.
- Pax: paz. Figura femenina que sostiene una rama de olivo y un cetro.
- Pietas: obediencia, piedad, comportamiento religioso. Figura femenina, a menudo velada.
- Providentia: providencia, previsión. Figura femenina que lleva un bastón con el que señala una esfera a sus pies.
- Pudicitia: modestia, dignidad del ama de casa, pudor, castidad. Figura femenina que porta el cetro, generalmente con velo.
- Salus: salud, seguridad, bienestar. Figura femenina que porta un cetro y una pátera con la que alimenta una serpiente.
- Securitas: confianza, seguridad. Figura femenina que sostiene una pátera o un cetro.
- Spes: esperanza. Figura femenina que sostiene una flor.
- Uberitas - Ubertas: fertilidad. Figura femenina que lleva una cornucopia, una bolsa o un racimo de uvas.
- Victoria: victoria. Figura femenina que lleva una corona y una palma (existen varias variantes)
- Virtus: coraje, valor militar. Figura masculina, generalmente el emperador con armadura que porta una lanza y un escudo, o bien, Hércules.